# Mårtenstjärnen (Rätans socken, Jämtland)
Mårtenstjärnen är en sjö i Bergs kommun i Jämtland och ingår i Ljungans huvudavrinningsområde.